# 載興村
載興村，俗稱磚仔地，古稱大武洛、頂武洛或上武洛，位於臺灣屏東縣里港鄉東南方。最早是馬卡道族鳳山八社武洛社社地:43，後漢人大量入墾形成村莊，因長期水患、河道整治等而逐漸形成今日之聚落。載興村為農業重地，原是里港鄉第一大村，近年來因社會變遷而人口流失嚴重。

## 歷史
武洛此地名來自平埔族聚落武洛社。清康熙中葉，客家人入墾武洛地方，形成下武洛村落，與平埔族居處頂武洛，或稱上武洛地區相對。因清廷相關政策的實施，社番逐漸遷出或漢化，加上閩籍漢人大量墾居此地，頂武洛逐漸成為純漢人聚落。首先遷居頂武洛的三支陳姓家族，原籍為福建省漳州府南靖、平和、龍溪三地，先卜居於今日高雄市燕巢區角宿村，後來奉請角宿大媽來頂武洛建廟「龍角寺」開莊，逐漸形成一個大聚落，有下武洛之二至三倍:272。
道光十年（西元1830年），因武洛溪水患，頂武洛村民四散，部分遷至彭厝（今鹽埔鄉彭厝村、仕絨村）。而陳、林、鄒、洪與胡等數家人則往稍北之處定居，並稱新村落為「庄仔地」，後則寫做「磚仔地」或「磚仔袋」:272，腹地約八甲，並以刺竹為籬，且建亂葬崗堵住村尾以守禦村莊。因陳姓村民勢力龐大，有「陳半莊」之稱。光緒元年（西元1875年）左右，萬丹丁家、原籍萬丹之鹽埔鄭家遷移自此並興建糖廍，吸引了許多農民遷入。同時，埔姜崙溪以北、荖濃溪之溪埔地也建立頭崙、中崙及麻六甲三莊，磚仔地人多以「溪底」稱呼該三座部落。隨著生活穩定，咸豐、同治年間（1851-1875），居民合力興建公厝供奉原龍角寺媽祖，為今日村內信仰中心慈天宮之前身:771。
日治時期磚仔地屬里港武洛庄第九保:201。昭和年間之下淡水溪整治計畫（1927-1936）完工後，溪底三莊遭河水淹沒，部分居民遷往三張廍，而麻六甲曾、歐兩姓，中崙陳、蔡、王、鄭、高、莊、林及徐八姓，頭崙鄒姓皆有人家遷入磚仔地以北至堤防處，形成昭興莊仔與口莊仔兩村莊，兩莊逐漸併入磚仔地。另一方面，治水計畫使武洛溪遭襲奪，新生之溪埔地建立了常盤、日出兩日本移民村，其中常盤移民村中富部落即在原頂武洛之處，因吸引二十戶日人家庭移墾種植菸草、甘蔗、稻米等作物，故該地有「二十戶」之稱:272。
二戰後改名為載興，有「再興武洛」之意。民國43年（西元1954年）成立載興國小，並有檸檬產銷中心的設置，居民一度超過3200人:243。今日村民以陳、林、丁等姓為主。

## 信仰中心
- 慈天宮：主祀天上聖母。
- 福德祠

## 教育
- 屏東縣里港鄉載興國民小學 （页面存档备份，存于）

## 聚落
- 磚仔地
- 新民（又稱中富、二十戶、二十座）